# Altensteinia marginata
Altensteinia marginata är en orkidéart som beskrevs av Heinrich Gustav Reichenbach. Altensteinia marginata ingår i släktet Altensteinia och familjen orkidéer.
Artens utbredningsområde är Peru. Inga underarter finns listade i Catalogue of Life.